# Сухая Лыпья

Сухая Лыпья — река в России, протекает в Чердынском и Красновишерском районах Пермского края. Устье реки находится в 0,6 км по правому берегу реки Лыпья. Длина реки составляет 15 км.
Исток реки на отрогах Северного Урала западнее кордона лесников «Лыпья». Исток и верхнее течение находятся в Чердынском районе, прочее течение — в Красновишерском. Течёт сначала на северо-восток, затем на юго-восток. В нижнем течении уходит в подземные пустоты. Всё течение проходит в ненаселённой местности среди холмов, поросших тайгой. Течение реки входит в черту заповедника Вишерский. Впадает в Лыпью у кордона лесников «Лыпья» в 600 метрах выше впадения самой Лыпьи в Вишеру.

## Данные водного реестра
По данным государственного водного реестра России относится к Камскому бассейновому округу, водохозяйственный участок реки — Кама от водомерного поста у села Бондюг до города Березники, речной подбассейн реки — бассейны притоков Камы до впадения Белой. Речной бассейн реки — Кама.
По данным геоинформационной системы водохозяйственного районирования территории РФ, подготовленной Федеральным агентством водных ресурсов:
- Код водного объекта в государственном водном реестре — 10010100212111100004228
- Код по гидрологической изученности (ГИ) — 111100422
- Код бассейна — 10.01.01.002
- Номер тома по ГИ — 11
- Выпуск по ГИ — 1